# El Langui
Juan Manuel Montilla Macarrón, conhecido artisticamente como El Langui, (Madrid, 1 de novembro de 1979) é um ator e cantor espanhol. Em 2009, ganhou o Prêmio Goya de melhor ator revelação pelo seu papel no filme El truco del manco.